# Onthophagus discovirens
Onthophagus discovirens là một loài bọ cánh cứng trong họ Bọ hung (Scarabaeidae).